# Кастањело (Лигурија)
Кастањело је насеље у Италији у округу Ђенова, региону Лигурија.
Према процени из 2011. у насељу је живело 57 становника. Насеље се налази на надморској висини од 213 м.